# Tim Schenken
Timothy Theodore Schenken, detto Tim (Gordon, 26 settembre 1943), è un pilota di Formula 1 e imprenditore australiano.
Più che per la sua carriera in Formula 1 che non ebbe picchi particolari, è maggiormente conosciuto come pilota di vetture a ruote coperte Sport Prototipo, con cui colse varie vittorie, in particolare come pilota ufficiale della Scuderia Ferrari.

## Carriera

### Gli inizi

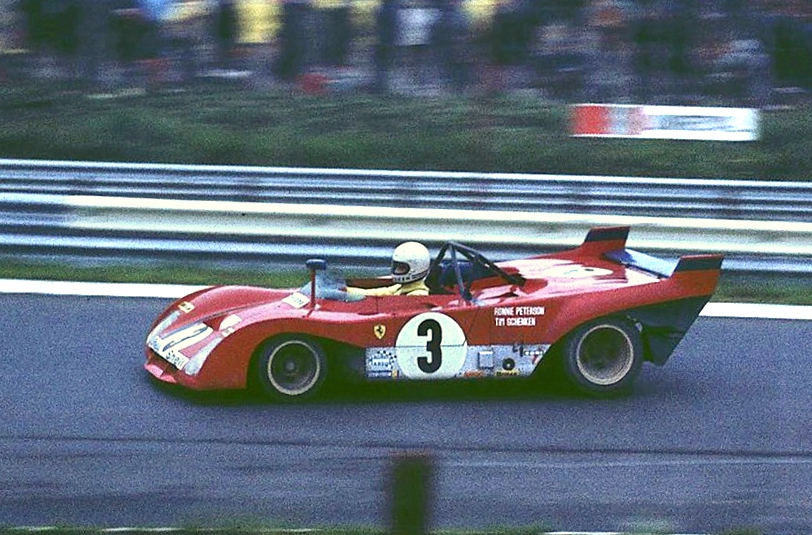
Schenken su Ferrari 312 PB alla 1000 km del Nürburgring 1972

Schenken iniziò la sua carriera di pilota in Australia, guidando una Austin A30 nelle corse in salita. Visti i buoni risultati ottenuti riuscì ad acquistare una Lotus 18 e, nel 1965, partì per l'Inghilterra. In terra britannica prese parte ai campionati di Formula Ford e Formula 3, vincendoli entrambi nel 1968.

### Formula 1
Visti i buoni risultati ottenuti venne quindi assunto da Frank Williams, che gli permise di correre con il suo team la stagione 1970. Contemporaneamente, poi, Schenken disputava il campionato europeo di Formula 2.
L'anno dopo, l'australiano passò alla Brabham ed ottenne, al Gran Premio d'Austria, il suo unico podio in carriera. A fine stagione, poi, si accasò alla Surtees, con cui ottenne i suoi ultimi punti, puntando per il 1973 a correre per il team di Ron Dennis, con cui aveva disputato i precedenti campionati di Formula 2. Questo debutto, però, non si concretizzò e Schenken ebbe occasione di gareggiare nel solo Gran Premio del Canada, a bordo di una Williams, senza riuscire a concludere la gara.
Passato alla Trojan nel 1974, a fine stagione abbandonò la Formula 1 per dedicarsi alle competizioni con vetture sport.
Fondò insieme ad Howden Ganley la Tiga Race Cars che realizzò ottime vetture sport che vinsero tra l'altro nel 1985 il gruppo C2 del Campionato del Mondo Sport Prototipi.

#### Risultati completi
| 1970 | Scuderia                   | Vettura |  |  |  |  |  |  |  |  |     |     |    |     |  |  |  | Punti | Pos. |
| ---- | -------------------------- | ------- |  |  |  |  |  |  |  |  | --- | --- | -- | --- |  |  |  | ----- | ---- |
| 1970 | Frank Williams Racing Cars | 505     |  |  |  |  |  |  |  |  | Rit | Rit | NC | Rit |  |  |  | 0     |      |

| 1971 | Scuderia | Vettura |  |   |    |     |    |    |   |   |     |     |     |  |  |  |  | Punti | Pos. |
| ---- | -------- | ------- |  | - | -- | --- | -- | -- | - | - | --- | --- | --- |  |  |  |  | ----- | ---- |
| 1971 | Brabham  | BT33    |  | 9 | 10 | Rit | 12 | 12 | 6 | 3 | Rit | Rit | Rit |  |  |  |  | 5     | 14º  |

| 1972 | Scuderia | Vettura     |   |     |   |     |     |    |     |    |    |     |   |     |  |  |  | Punti | Pos. |
| ---- | -------- | ----------- | - | --- | - | --- | --- | -- | --- | -- | -- | --- | - | --- |  |  |  | ----- | ---- |
| 1972 | Surtees  | TS9B e TS14 | 5 | Rit | 8 | Rit | Rit | 17 | Rit | 14 | 11 | Rit | 7 | Rit |  |  |  | 2     | 19º  |

| 1973 | Scuderia    | Vettura |  |  |  |  |  |  |  |  |  |  |  |  |  |    |  | Punti | Pos. |
| ---- | ----------- | ------- |  |  |  |  |  |  |  |  |  |  |  |  |  | -- |  | ----- | ---- |
| 1973 | Iso Rivolta | IR      |  |  |  |  |  |  |  |  |  |  |  |  |  | 14 |  | 0     |      |

| 1974 | Scuderia       | Vettura   |  |  |  |    |    |     |  |    |  |     |    |    |     |  |    | Punti | Pos. |
| ---- | -------------- | --------- |  |  |  | -- | -- | --- |  | -- |  | --- | -- | -- | --- |  | -- | ----- | ---- |
| 1974 | Trojan e Lotus | T103 e 76 |  |  |  | 14 | 10 | Rit |  | NQ |  | Rit | NQ | 10 | Rit |  | SQ | 0     |      |

| Legenda | 1º posto     | 2º posto | 3º posto    | A punti         | Senza punti/Non class.  | Grassetto – Pole position Corsivo – Giro più veloce |
| Legenda | Squalificato | Ritirato | Non partito | Non qualificato | Solo prove/Terzo pilota | Grassetto – Pole position Corsivo – Giro più veloce |